# Scharmede
Scharmede est une banlieue orientale de Salzkotten en Rhénanie-du-Nord-Westphalie en Allemagne.